# Шёберль
Шёберль (нем. Schöberl — «задвинутое») — небольшие выпечные изделия из тонкого сдобного подсоленного теста, нарезанного квадратиками или ромбиками. Специалитет венской и австрийской кухни для гарнирования прозрачных супов наряду с другими разнообразными суповыми засыпками (бакербзе, фриттатен, манными клёцками). Суп, сервированный с золотистым шёберлем, называется шёберльзуппе. Происхождение слова достоверно не установлено. По одной версии, фамилию Шёберль носил автор рецепта, повар при венском дворе. В другой версии название объясняется тем, что противень с выпечкой задвигали в печь особым резким движением.
Бисквитное тесто для шёберля замешивают из муки, яичных желтков и сливочного масла и взбитых белков, подсаливают, раскатывают толщиной в полсантиметра на смазанный жиром противень и выпекают в духовом шкафу. Готовый шёберль нарезают на квадратики и ромбики. Тесто для шёберля в зависимости от рецепта смешивают с измельчёнными печенью или грибами или приправляют зеленью (петрушкой, луком-скородой) или тёртым пармезаном. Шёберль с сыром носит название «императорского» (нем. Kaiserschöberl).